# سان يو
سان يو (بالبورمية: စန်းယု)‏ (و. 1918 – 1996 م) هو سياسي من بورما .